# La espada sagrada
La espada sagrada es un videojuego del tipo videoaventura/arcade realizado por la compañía española de videojuegos Topo Soft en 1990 para los ordenadores de 8 bits Sinclair ZX Spectrum, MSX, Amstrad CPC 464 y para el de 16 bits PC. 
El juego consta de 3 fases, 2 de ellas inspiradas en las clásicas videoaventuras de la época de los 80, y la tercera se caracteriza por ser un arcade clásico.
El héroe jugador (Atahualpa Yupanqui) tiene como objetivo conseguir 'la espada sagrada', para ello debe resolver unos problemas a lo largo de las 2 primeras fases para lograr encontrarla. Luego en una tercera fase llena de acción debe utilizarla para salir victorioso.
Las 2 primeras fases no tienen ningún tipo de scroll lateral aunque gráficamente están muy cuidadas (dependiendo de las versiones). La 3 fase es una arcade con scroll horizontal y grandes sprites para la época.
Para poder acceder a la 2 y 3 fases es necesario una contraseña , que se da al terminar siempre la fase previa.
Como anécdota inicialmente su nombre iba a ser 'la daga sagrada' pero fue cambiado debido a razones comerciales.

## Autores
- Programa: Gabriel Ortas
- Gráficos: Rafael Ángel García Cabrera, apoyo gráfico:  Alfonso Fernández Borro
- Música: TPM